# Král Tulsy
Král Tulsy (v anglickém originále Tulsa King) je americký dramatický a kriminální televizní seriál vytvořený Taylorem Sheridanem a Terencem Winterem, který měl premiéru 13. listopadu 2022 na streamovací službě Paramount+. Hlavní roli mafiánského kápa ztvárňuje Sylvester Stallone, pro kterého jde o první hlavní roli v seriálu. Seriál řeší otázky mafie, oddanosti, narušených rodinných vztahů a návratu ke starému životu po propuštění z vězení.
Dne 30. listopadu 2022 byla seriálu objednána druhá řada, která měla mít původně premiéru v roce 2023, premiéra byla nakonec odsunuta na 15. září 2024.

## Synopse
Dwight "The General" Manfredi je kápo newyorské mafie čerstvě propuštěný po 25 letech z vězení. Na svobodě se od své mafiánské rodiny dozvídá, že v New Yorku už pro něj nic není, a je svým šéfem poslán do Tulsy v Oklahomě, aby tu začal s kriminální činností. V novém prostředí hledá Dwight spojence, kteří by mu mohli pomoci založit nové impérium a ovládnout Tulsu. Na mafiánského kápa ale čeká FBI, jeho minulost i místní motorkářský gang, což plány komplikuje.

## Obsazení

### Hlavní role
- Sylvester Stallone jako Dwight "The General" Manfredi, kápo mafiánské rodiny Invernizzi
- Max Casella jako Armand "Manny" Truisi, bývalý člen rodiny Invernizzi, nyní pracuje na ranči Fennario v Tulse
- Domenick Lombardozzi jako Don Charles "Chickie" Invernizzi, podšéf rodiny Invernizzi
- Vincent Piazza jako Vince Antonacci, Chickieho nejlepší kápo
- Chris Caldovino jako Goodie Carangi, člen rodiny Invernizzi a Dwightův přítel
- Jay Will jako Tyson Mitchell, bývalý taxikář a Dwightův řidič
- A.C. Peterson jako Pete "The Rock" Invernizzi, šéf rodiny Invernizzi a blízký přítel Dwighta
- Andrea Savage jako Stacy Beale, agentka ATF a Manfrediho milenka v Tulse
- Martin Starr jako Lawrence "Bodhi" Geigerman, prodejce marihuany s vlastními tajemstvími a Dwightův společník
- Garrett Hedlund jako Mitch Keller, bývalý trestanec, majitel baru v Tulse a Dwightův společník
- Dana Delany jako Margaret Devereaux, majitelka ranče Fennario
- Ritchie Coster jako Caolan Waltrip, irský vůdce motorkářského gangu The Black Macadams a Dwightův protivník
- Emily Davis jako Roxanne "Roxy" Harrington, Mannyho kolegyně, přítelkyně člena The Black Macadams a informátorka Stacy
- Tatiana Zappardino jako Cristina "Tina" Manfredi-Grieger, floristka, Dwightova dcera

### Vedlejší role
- Barry Corbin jako Babe, Mitchův otec
- Michael Beach jako Mark Mitchell, Tysonův otec
- Scarlet Rose Stallone jako Spencer, bývalá baristka v Tulse, momentálně se Dwightovi stará o koně
- Annabella Sciorra jako Joanne Manfredi, Dwightova mladší sestra
- Ronnie Gene Blevins jako Ben Hutchins
- Loren Dunn jako Emory Grieger, manžel Tiny

## Přehled řad
| Řada | Díly | Zveřejnění v USA   | Zveřejnění v USA   | Premiéra v ČR  | Premiéra v ČR      |
| Řada | Díly | První díl          | Poslední díl       | První díl      | Poslední díl       |
| ---- | ---- | ------------------ | ------------------ | -------------- | ------------------ |
| 1    | 9    | 13. listopadu 2022 | 8. ledna 2023      | 14. února 2023 | 27. března 2023    |
| 2    | 10   | 15. září 2024      | 17. listopadu 2024 | 18. září 2024  | 20. listopadu 2024 |

## Seznam dílů

### První řada (2022-2023)
| Č. v seriálu | Č. v řadě | Původní název          | Český název      | Režie          | Scénář                                                          | Zveřejnění v USA (Paramount+) | Premiéra v ČR (SkyShowtime) |
| ------------ | --------- | ---------------------- | ---------------- | -------------- | --------------------------------------------------------------- | ----------------------------- | --------------------------- |
| 1            | 1         | Go West, Old Man       | Na západ, stařče | Allen Coulter  | námět: Taylor Sheridan a Terence Winter scénář: Taylor Sheridan | 13. listopadu 2022            | 14. února 2023              |
| 2            | 2         | Center of the Universe | Střed vesmíru    | Allen Coulter  | Terence Winter a Joseph Riccobene                               | 20. listopadu 2022            | 14. února 2023              |
| 3            | 3         | Caprice                | Rozmar           | Ben Richardson | Regina Corrado                                                  | 27. listopadu 2022            | 14. února 2023              |
| 4            | 4         | Visitation Place       | Návštěva         | Ben Semanoff   | Dave Flebotte                                                   | 4. prosince 2022              | 20. února 2023              |
| 5            | 5         | Token Joe              | Token Joe        | Ben Semanoff   | Joseph Riccobene                                                | 11. prosince 2022             | 27. února 2023              |
| 6            | 6         | Stable                 | Stáj             | Guy Ferland    | Dave Flebotte                                                   | 18. prosince 2022             | 6. března 2023              |
| 7            | 7         | Warr Acres             | Město Warr Acres | Guy Ferland    | Terence Winter a Joseph Riccobene                               | 25. prosince 2022             | 13. března 2023             |
| 8            | 8         | Adobe Walls            | Adobe Walls      | Lodge Kerrigan | Terence Winter a Tom Sierchio                                   | 1. ledna 2023                 | 20. března 2023             |
| 9            | 9         | Happy Trails           | Zářná budoucnost | Lodge Kerrigan | Terence Winter                                                  | 8. ledna 2023                 | 27. března 2023             |

### Druhá řada (2024)
| Č. v seriálu | Č. v řadě | Původní název        | Český název                 | Režie          | Scénář                                             | Zveřejnění v USA (Paramount+) | Premiéra v ČR (SkyShowtime) |
| ------------ | --------- | -------------------- | --------------------------- | -------------- | -------------------------------------------------- | ----------------------------- | --------------------------- |
| 10           | 1         | Back in the Saddle   | Zpátky v sedle              | Craig Zisk     | Taylor Elmore, Sylvester Stallone a Terence Winter | 15. září 2024                 | 18. září 2024               |
| 11           | 2         | Kansas City Blues    | Kansas City Blues           | Craig Zisk     | Stephen Scaia a Terence Winter                     | 22. září 2024                 | 25. září 2024               |
| 12           | 3         | Oklahoma v. Manfredi | Oklahoma v. Manfredi        | Joshua Marston | Terence Winter a Joseph Riccobene                  | 29. září 2024                 | 2. října 2024               |
| 13           | 4         | Heroes and Villains  | Hrdinové a padouši          | Joshua Marston | Terence Winter a Dave Flebotte                     | 6. října 2024                 | 9. října 2024               |
| 14           | 5         | Tilting at Windmills | Tažení proti větrným mlýnům | David Semel    | William Schmidt                                    | 13. října 2024                | 16. října 2024              |
| 15           | 6         | Navigator            | Navigátor                   | David Semel    | Terence Winter                                     | 20. října 2024                | 23. října 2024              |
| 16           | 7         | Life Support         | Životní podpora             | Kevin Dowling  | Dave Flebott                                       | 27. října 2024                | 30. října 2024              |
| 17           | 8         | Under New Management | Pod novým vedením           | Kevin Dowling  | William Schmidt a Terence Winter                   | 3. listopadu 2024             | 6. listopadu 2024           |
| 18           | 9         | Triad                | bude oznámeno               | Craig Zisk     | Joseph Riccobene                                   | 10. listopadu 2024            | 13. listopadu 2024          |
| 19           | 10        | Reconstruction       | bude oznámeno               | Craig Zisk     | Terence Winter a Sylvester Stallone                | 17. listopadu 2024            | 20. listopadu 2024          |

## Produkce
Přípravy seriálu tehdy ještě pod pracovním názvem Kansas City pro Paramount+ byly oznámeny v prosinci 2021 spolu s oznámením obsazení hlavní postavy Sylvesterem Stallonem. V únoru 2022 byla seriálu stanicí objednána první série, spolu s tím byl děj přesunut do Tulsy z Kansas City, název změněn na Tulsa King a došlo k obsazení čtveřice herců Max Casella, Domenick Lombardozzi, Vincent Piazza a Jay Will.
Po třech odvysílaných epizodách Paramount+ objednal v listopadu 2022 druhou řadu, která by měla čítat 10 epizod.